# Волоф
Волофи су народ, који живи на подручју Сенегала, Гамбије и Мауританије.
У Сенегалу Волофи са 3.200.000 (40%) чине најбројнију етничку групу. Становници Сенегала називају се Волофи. Волофи нису равномерно распоређени. Највише их има у Сант Лоису, западно и југозападно од Каолаке, док их у Касаманкеу и на западу државе готово ни нема. Иако чине само 40% становништа, 80% сенегалаца говори волофским језиком.
У Гамбији, око 15% (приближно 200.000 људи) становништва су Волофи. Они овде чине мањину у односу на Мандинке који чине 40% становништва. Али волофски језик и култура и овде имају велики утицај због велике присутности у Банџулу, главном граду Гамбије, где су 50% становника Волофи.
У Мауританији Волофа има око 185.000 што чини око 7% становника. Највише их има у јужним обалним крајевима државе.

## Култура

### Назив
У старијим француским изворима се понекад користи израз „Оуолоф“ уместо „Волоф“. Потоњи израз се проширио због енглеског израза за гамбијске Волофе. У изворима из 19. века се понекад користе изрази „Волоф“ или „Олоф“.

### Језик
Волофи говоре волофским језиком који припада нигерско-конгоанској групи језика. Волофски језик је и један од најпрострањењијих језика у Сенегалу, због велике бројности народа Волоф.

### Религија
У верском погледу Волофи су нејединствени, јер иако су већином муслимани, има их и хришћана, али и припадника анимизма.